# Treći rod
Treći pol (treći rod) predstavlja institucionalizovanu kategoriju roda u kojoj određene osobe, ponekad ili uvek, prevazilaze okvire muškaraca i žena u nekom društvu. U drugoj polovini XX veka antropolozi započinju trend istraživanja trećeg pola problematizujući binarne sisteme zasnovane na modelu dva pola (muški i ženski). Subverzivna moć trećeg pola je predmet istraživanja i drugih disciplina poput sociologije, psihologije, biologije, medicine itd. Tokom osamdesetih i devedesetih godina XX veka aktivisti i borci za ljudska prava preuzeli su antropološke ideje kritikujući binarne sisteme u cilju proširenja rodnih granica i oslobađanja prostora trans* osobama ukazivanjem na istoričnost fenomena.

## Svet i treći pol

### Kanadski Inuiti
Kanadski Inuiti su verovali da osobe trećeg pola imaju predispoziciju da budu šamani. Već u majčinoj utrobi menjaju rod reinkarnacijom određene osobe suprotnog pola.

### Džaniti
Džaniti (xanith) su osobe trećeg pola koje žive u Omanu, na jugu Saudijskog poluostrva. Jedan od pedeset muškaraca u Omanu je Džanit. Džaniti ne moraju biti čitav život biti identifikovani sa ovim identitetom i mogu mu se s vremena na vreme tokom života vraćati. Džaniti su pravno i društveno vidljivi kao muškarci, ali su u strogo binarnom sistemu ponašanjem bliži ,,pravim" ženama (upadljiva šminka, odeća pastelnih boja, parfemi, oponašanje ženskog glasa itd.). Međutim, za razliku od ,,pravih" muškaraca mogu provoditi određeno vreme među ženama ili provoditi vreme u specijalnim ženskim prostorijama. Njihov poseban položaj ogleda se kroz ravnotežu polova neutralnim oblačenjem i različito češljanim kosama srednje dužine.

### Hidže
Hidže (hijras) predstavljaju osobe trećeg pola koje žive u Indiji. Termin, po mišljenju jedne grupe istraživača, potiče iz persijskog jezika u kojem pojam "hiz" znači feminiziran. Drugi misle da pojam potiče iz starog Pahvali persijskog jezika u kojem ima značenje nesposoban ili neefikasan. U ovu kategoriju spadaju osobe koje nisu ni ,,pravi" muškarci ni ,,prave" žene. Bez penisa ili ženskih reproduktivnih organa usled obavezne genitalne intervencije, hidže se najčešće identifikuju sa ženama (oblačenjem, šminkanjem, puštanjem kose itd.). Lakšmi Naraja misli da su to ženstvene osobe, ali ne i žene, muževne, ali ne muškarci. Hidže je vrlo teško razumeti evropskim pojmovnim aparatima o rodu i seksualnosti. Hidže žive sa pripadnicima istog pola i međusobno se nazivaju sestrama na čijem čelu je guruom (majkom). Rodna hijerarhija među hidžama podseća na ženske srodničke odnose (baka, majka, sestra, tetka). Osnovna društvena uloga hidža je duboko uronjena u ritualni svet tradicionalne Indije ne samo kroz ulogu zabavljačica već i deljenjem blagoslova na važnim društvenim ceremonijama. U svakodnevnom životu hidže rade poslove bez prefiksa muški ili ženski, bez razlike. Takođe, određeni broj se bavi prostitucijom čime je oslikan ambivalentna pozicija hidža osoba; iako su značajan deo ritualnog života tradicionalne Indije, u svakodnevnom su omalovažavane, što u zajednici što u porodici.

## Jugoistočna Evropa i treći pol

### Virdžine
Virdžine (tobelije, zaklete device ili muškobanje) predstavljaju biološke žene koje se identifikuju sa muškarcima, ali ne teže da promeni polnih karakteristika. Mogle su se uočiti u planinskim predelima Albanije, Crne Gore i Srbije. Virdžine roditelji mogu zavetovati ili same mogu birati mušku rodnu ulogu kako bi izbegle brak. Takođe mogu postajati muškarcem ukoliko nijedan muškarac iz kuće ne sme napustiti kućni prag zbog krvne osvete. Status virdžina bio je jednak statusu oženjenog muškarca te su žene njima bile jednako potčinjene kao i ,,pravim" muškarcima.

### Kuvada
'''Kuvada''' predstavlja institucionalizaciju trećeg pola na teritoriji Južnih Slovena. Ovaj običaj je usko vezan za trudnoću. Tokom kuvade muškarac simbolično preuzima žensku rodnu ulogu preoblačenjem kako bi pažnju zlih sila skrenuo sa žene i deteta na sebe, ali i da bi potvrdio svoju ulogu oca. Pored preoblačenja, otac je morao simulirati porođajne bolove povijanjem tela, jaukanjem itd. Kuvada danas ne postoji osim kroz pisane izvore ili šaljive prikaze ritualne prakse.